# Sincan
Sincan é um distrito metropolitano da Província de Ancara, situada na Região da Anatólia Central no oeste da Turquia.  A cidade possui uma população de 289 783 habitantes.

## Ligações Externas
- Site Oficial do Governo do Distrito (em turco)
- Site Oficial da Municipalidade Distrital (em turco)
- Novo Site Local (em turco)
- Site do Guia Local (em turco)